# Mihai Răducanu
Mihai Răducanu (* 1964 oder 1965; † 27. September 2010) war ein rumänischer Fußballspieler.

## Sportlicher Werdegang
Răducanu begann mit dem Fußballspielen bei Jiul Petroșani. 1986 holte ihn Trainer Cornel Dinu zum CS Târgoviște, wo er als talentierter Spieler auf sich aufmerksam machte. Später ging er zu Dinamo Bukarest.
Răducanu häufte nach seiner aktiven Laufbahn Schulden an und wurde zum Alkoholiker. Nachdem er mehrere Tage von seinen Nachbarn nicht gesehen worden war, wurde er von der Kriminalpolizei im September 2010 im Alter von 45 Jahren tot in seiner Wohnung aufgefunden.